# Sveriges herrlandskamper i fotboll 1950–1959

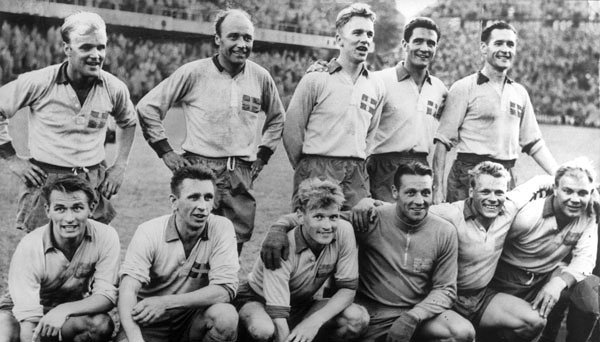
Det svenska fotbollslandslag som tog silver vid VM 1958: på knä fr.v. Kurt Hamrin, Reino Börjesson, Orvar Bergmark, Kalle Svensson, Sven Axbom och Sigge Parling. Överst fr.v. Lennart "Nacka" Skoglund, Gunnar Gren, Agne Simonsson, Bengt "Julle" Gustavsson och Nisse Liedholm.

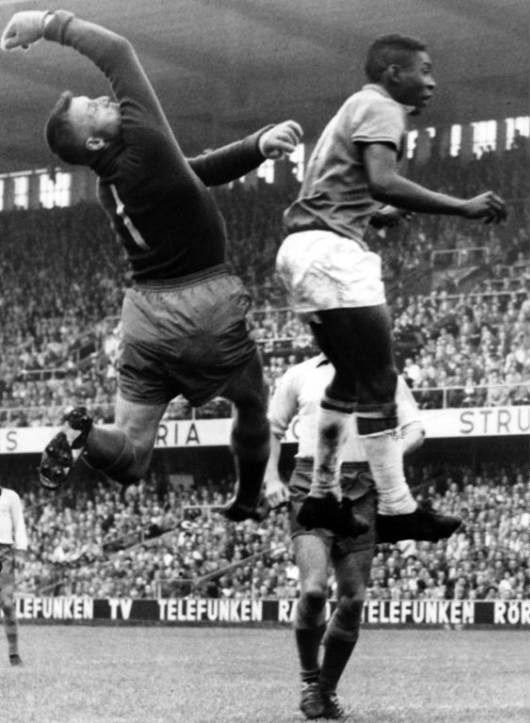
"Rio-Kalle" Svensson och Pelé i VM 1958 på Råsunda.

Sveriges herrlandskamper i fotboll 1950–1959 omfattar även VM 1950 och  VM 1958 samt OS 1952. 1950-talet var framgångsrikt för landslaget, som lyckades ta ett VM-silver, ett VM-brons och ett OS-brons.
I VM 1950 i Brasilien spelade Sverige i grupp 3 och mötte Italien och Paraguay. Sverige slog Italien med 3-2 och spelade lika mot Paraguary, 2-2. I slutspelet mötte Sverige Brasilien, Uruguay och Spanien. Sverige besegrades av Brasilien, 1-7, och Uruguary, 2-3, men slog Spanien, 3-1, och kunde därför ta brons. Svenska målskyttar var Hasse Jeppson 2, Sune Andersson 2, Stig Sundqvist 2, Calle Palmér 3 och Bror Mellberg.
I OS 1952 i Finland slog Sverige Norge i den första matchen, 4-1. I kvartsfinalen besegrades Österrike, 3-1. I semifinalen förlorade Sverige mot Ungern, 0-6 och ställdes i bronsmatchen mot Tyskland och vann, 2-0. Svenska målskyttar var Sylve Bengtsson, Ingvar Rydell 3, Yngve Brodd 3, Gösta Sandberg och Gösta Löfgren. Övriga spelare i bronslaget var "Rio-Kalle" Svensson, Lennart Samuelsson, Erik Nilsson, Holger Hansson, Bengt "Julle" Gustavsson, Gösta Lindh| och Olle Åhlund.
I VM 1958 i Sverige, bärgade landslaget silvermedaljerna. Laget spelade i grupp 3 mot Mexiko, Ungern och Wales. Sverige slog Mexiko och Ungern och spelade 0-0 mot Wales. I kvartsfinalen mötte Sverige  Sovjetunionen och vann med 2-0. I semifinalen besegrades Tyskland och Sverige gick därmed till final mot Brasilien, vilken slöt i förlust, 2-5, vilket gav silvermedalj. Svenska målskyttar var Agne Simonsson, Nils Liedholm, Kurt Hamrin, Lennart Skoglund och Gunnar Gren.

## 1950

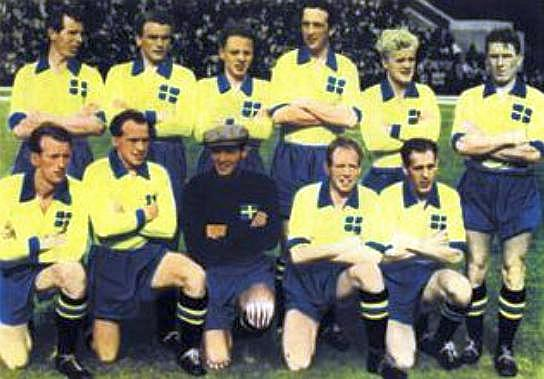
Sveriges bronslag vid VM 1950 i Brasilien.

| TM | 8 juni 1950 | Sverige                                                     | 4 – 1           | Nederländerna   | Råsunda                                                 |                                                         |
|    |             | Hasse Jeppson 21′, 87′ Calle Palmér 28′ Stellan Nilsson 57′ | (2 – 1) Rapport | 31′ Mick Clavan | Stockholm Publik: 33 000 Domare: William Ling (England) | Stockholm Publik: 33 000 Domare: William Ling (England) |
|    |             |                                                             |                 |                 | Stockholm Publik: 33 000 Domare: William Ling (England) | Stockholm Publik: 33 000 Domare: William Ling (England) |
|    |             |                                                             |                 |                 | Stockholm Publik: 33 000 Domare: William Ling (England) | Stockholm Publik: 33 000 Domare: William Ling (England) |

| VM          | 25 juni 1950 | Sverige                                   | 3 – 2           | Italien                                      | Estádio do Pacaembu                                  |                                                      |
| 15:00 UTC−3 | 15:00 UTC−3  | Hasse Jeppson 25′, 69′ Sune Andersson 34′ | (2 – 1) Rapport | 7′ Riccardo Carapellese 78′ Ermes Muccinelli | São Paulo Publik: 36 502 Domare: Jean Lutz (Schweiz) | São Paulo Publik: 36 502 Domare: Jean Lutz (Schweiz) |
| 15:00 UTC−3 | 15:00 UTC−3  |                                           |                 |                                              | São Paulo Publik: 36 502 Domare: Jean Lutz (Schweiz) | São Paulo Publik: 36 502 Domare: Jean Lutz (Schweiz) |
| 15:00 UTC−3 | 15:00 UTC−3  |                                           |                 |                                              | São Paulo Publik: 36 502 Domare: Jean Lutz (Schweiz) | São Paulo Publik: 36 502 Domare: Jean Lutz (Schweiz) |

| VM          | 29 juni 1950 | Sverige                             | 2 – 2           | Paraguay                                | Estádio Durival Britto e Silva                             |                                                            |
| 15:30 UTC−3 | 15:30 UTC−3  | Stig Sundqvist 17′ Calle Palmér 26′ | (2 – 1) Rapport | 35′ César López Fretes 74′ Atilio López | Curitiba Publik: 7 903 Domare: Robert Mitchell (Skottland) | Curitiba Publik: 7 903 Domare: Robert Mitchell (Skottland) |
| 15:30 UTC−3 | 15:30 UTC−3  |                                     |                 |                                         | Curitiba Publik: 7 903 Domare: Robert Mitchell (Skottland) | Curitiba Publik: 7 903 Domare: Robert Mitchell (Skottland) |
| 15:30 UTC−3 | 15:30 UTC−3  |                                     |                 |                                         | Curitiba Publik: 7 903 Domare: Robert Mitchell (Skottland) | Curitiba Publik: 7 903 Domare: Robert Mitchell (Skottland) |

| VM          | 9 juli 1950 | Brasilien                                                                      | 7 – 1           | Sverige                   | Maracanã                                                      |                                                               |
| 15:00 UTC−3 | 15:00 UTC−3 | Ademir 17′, 36′, 52′, 58′ Francisco Aramburu 39′, 88′ Manuel Marinho Alves 85′ | (3 – 0) Rapport | 67′ (str.) Sune Andersson | Rio de Janeiro Publik: 138 886 Domare: Arthur Ellis (England) | Rio de Janeiro Publik: 138 886 Domare: Arthur Ellis (England) |
| 15:00 UTC−3 | 15:00 UTC−3 |                                                                                |                 |                           | Rio de Janeiro Publik: 138 886 Domare: Arthur Ellis (England) | Rio de Janeiro Publik: 138 886 Domare: Arthur Ellis (England) |
| 15:00 UTC−3 | 15:00 UTC−3 |                                                                                |                 |                           | Rio de Janeiro Publik: 138 886 Domare: Arthur Ellis (England) | Rio de Janeiro Publik: 138 886 Domare: Arthur Ellis (England) |

| VM          | 13 juli 1950 | Uruguay                                   | 3 – 2   | Sverige                            | Estádio do Pacaembu                                        |                                                            |
| 15:00 UTC−3 | 15:00 UTC−3  | Alcides Ghiggia 39′ Óscar Míguez 77′, 85′ | (1 – 2) | 5′ Calle Palmér 40′ Stig Sundqvist | São Paulo Publik: 7 987 Domare: Giovanni Galeati (Italien) | São Paulo Publik: 7 987 Domare: Giovanni Galeati (Italien) |
| 15:00 UTC−3 | 15:00 UTC−3  |                                           |         |                                    | São Paulo Publik: 7 987 Domare: Giovanni Galeati (Italien) | São Paulo Publik: 7 987 Domare: Giovanni Galeati (Italien) |
| 15:00 UTC−3 | 15:00 UTC−3  |                                           |         |                                    | São Paulo Publik: 7 987 Domare: Giovanni Galeati (Italien) | São Paulo Publik: 7 987 Domare: Giovanni Galeati (Italien) |

| VM          | 16 juli 1950 | Sverige                                               | 3 – 1           | Spanien         | Estádio do Pacaembu                                                 |                                                                     |
| 15:00 UTC−3 | 15:00 UTC−3  | Stig Sundqvist 15′ Bror Mellberg 33′ Calle Palmér 80′ | (2 – 0) Rapport | 82′ Telmo Zarra | São Paulo Publik: 11 227 Domare: Karel van der Meer (Nederländerna) | São Paulo Publik: 11 227 Domare: Karel van der Meer (Nederländerna) |
| 15:00 UTC−3 | 15:00 UTC−3  |                                                       |                 |                 | São Paulo Publik: 11 227 Domare: Karel van der Meer (Nederländerna) | São Paulo Publik: 11 227 Domare: Karel van der Meer (Nederländerna) |
| 15:00 UTC−3 | 15:00 UTC−3  |                                                       |                 |                 | São Paulo Publik: 11 227 Domare: Karel van der Meer (Nederländerna) | São Paulo Publik: 11 227 Domare: Karel van der Meer (Nederländerna) |

| TM | 3 september 1950 | Sverige             | 1 – 2           | Jugoslavien                      | Råsunda                                                   |                                                           |
|    |                  | Lennart Lindskog 7′ | (1 – 2) Rapport | 11′ Marko Valok 27′ Antun Herceg | Stockholm Publik: 37 677 Domare: Reginald Leafe (England) | Stockholm Publik: 37 677 Domare: Reginald Leafe (England) |
|    |                  |                     |                 |                                  | Stockholm Publik: 37 677 Domare: Reginald Leafe (England) | Stockholm Publik: 37 677 Domare: Reginald Leafe (England) |
|    |                  |                     |                 |                                  | Stockholm Publik: 37 677 Domare: Reginald Leafe (England) | Stockholm Publik: 37 677 Domare: Reginald Leafe (England) |

| NM | 24 september 1950 | Norge                  | 1 – 3           | Sverige                                | Ullevaal Stadion                                   |                                                    |
|    |                   | Harry Boye Karlsen 88′ | (0 – 0) Rapport | 53′, 79′ Egon Jönsson 55′ Calle Palmér | Oslo Publik: 35 522 Domare: Folke Nyberg (Finland) | Oslo Publik: 35 522 Domare: Folke Nyberg (Finland) |
|    |                   |                        |                 |                                        | Oslo Publik: 35 522 Domare: Folke Nyberg (Finland) | Oslo Publik: 35 522 Domare: Folke Nyberg (Finland) |
|    |                   |                        |                 |                                        | Oslo Publik: 35 522 Domare: Folke Nyberg (Finland) | Oslo Publik: 35 522 Domare: Folke Nyberg (Finland) |

| NM | 24 september 1950 | Finland | 0 – 1           | Sverige        | Olympiastadion                                              |                                                             |
|    |                   |         | (0 – 0) Rapport | 82′ Rune Rosén | Helsingfors Publik: 25 735 Domare: Aksel Asmussen (Danmark) | Helsingfors Publik: 25 735 Domare: Aksel Asmussen (Danmark) |
|    |                   |         |                 |                | Helsingfors Publik: 25 735 Domare: Aksel Asmussen (Danmark) | Helsingfors Publik: 25 735 Domare: Aksel Asmussen (Danmark) |
|    |                   |         |                 |                | Helsingfors Publik: 25 735 Domare: Aksel Asmussen (Danmark) | Helsingfors Publik: 25 735 Domare: Aksel Asmussen (Danmark) |

| NM    | 15 oktober 1950 | Sverige                                                                 | 4 – 0           | Danmark | Råsunda                                                 |                                                         |
| 14:30 | 14:30           | Tryggve Granqvist 29′ Egon Jönsson 30′ Sylve Bengtsson 38′ Valle Ek 40′ | (4 – 0) Rapport |         | Stockholm Publik: 38 000 Domare: Edvin Pedersen (Norge) | Stockholm Publik: 38 000 Domare: Edvin Pedersen (Norge) |
| 14:30 | 14:30           |                                                                         |                 |         | Stockholm Publik: 38 000 Domare: Edvin Pedersen (Norge) | Stockholm Publik: 38 000 Domare: Edvin Pedersen (Norge) |
| 14:30 | 14:30           |                                                                         |                 |         | Stockholm Publik: 38 000 Domare: Edvin Pedersen (Norge) | Stockholm Publik: 38 000 Domare: Edvin Pedersen (Norge) |

| TM | 12 november 1950 | Schweiz                                                                | 4 – 2           | Sverige                            | Stade des Charmilles                                             |                                                                  |
|    |                  | Hans-Peter Friedländer 20′ Charles Antenen 22′ Jacques Fatton 54′, 66′ | (2 – 1) Rapport | 24′ Calle Palmér 48′ Börje Leander | Genève Publik: 25 000 Domare: Karel van der Meer (Nederländerna) | Genève Publik: 25 000 Domare: Karel van der Meer (Nederländerna) |
|    |                  |                                                                        |                 |                                    | Genève Publik: 25 000 Domare: Karel van der Meer (Nederländerna) | Genève Publik: 25 000 Domare: Karel van der Meer (Nederländerna) |
|    |                  |                                                                        |                 |                                    | Genève Publik: 25 000 Domare: Karel van der Meer (Nederländerna) | Genève Publik: 25 000 Domare: Karel van der Meer (Nederländerna) |

## 1951
| TM | 10 juni 1951 | Sverige | 3 – 1   | Turkiet | Råsunda                                               |                                                       |
|    |              |         | (0 – 0) |         | Stockholm Publik: 19 992 Domare: Wolf Karni (Finland) | Stockholm Publik: 19 992 Domare: Wolf Karni (Finland) |
|    |              |         |         |         | Stockholm Publik: 19 992 Domare: Wolf Karni (Finland) | Stockholm Publik: 19 992 Domare: Wolf Karni (Finland) |
|    |              |         |         |         | Stockholm Publik: 19 992 Domare: Wolf Karni (Finland) | Stockholm Publik: 19 992 Domare: Wolf Karni (Finland) |

| TM | 17 juni 1951 | Sverige | 0 – 0   | Spanien | Råsunda                                                     |                                                             |
|    |              |         | (0 – 0) |         | Stockholm Publik: 26 729 Domare: Giorgio Bernardi (Italien) | Stockholm Publik: 26 729 Domare: Giorgio Bernardi (Italien) |
|    |              |         |         |         | Stockholm Publik: 26 729 Domare: Giorgio Bernardi (Italien) | Stockholm Publik: 26 729 Domare: Giorgio Bernardi (Italien) |
|    |              |         |         |         | Stockholm Publik: 26 729 Domare: Giorgio Bernardi (Italien) | Stockholm Publik: 26 729 Domare: Giorgio Bernardi (Italien) |

| TM | 29 juni 1951 | Island | 4 – 3   | Sverige | Melavöllur                                                 |                                                            |
|    |              |        | (2 – 0) |         | Reykjavik Publik: 5 634 Domare: Gudhjon Einarsson (Island) | Reykjavik Publik: 5 634 Domare: Gudhjon Einarsson (Island) |
|    |              |        |         |         | Reykjavik Publik: 5 634 Domare: Gudhjon Einarsson (Island) | Reykjavik Publik: 5 634 Domare: Gudhjon Einarsson (Island) |
|    |              |        |         |         | Reykjavik Publik: 5 634 Domare: Gudhjon Einarsson (Island) | Reykjavik Publik: 5 634 Domare: Gudhjon Einarsson (Island) |

| TM | 2 september 1951 | Jugoslavien | 2 – 1   | Sverige | JNA                                                 |                                                     |
|    |                  |             | (1 – 1) |         | Belgrad Publik: 55 000 Domare: Luis Baert (Belgien) | Belgrad Publik: 55 000 Domare: Luis Baert (Belgien) |
|    |                  |             |         |         | Belgrad Publik: 55 000 Domare: Luis Baert (Belgien) | Belgrad Publik: 55 000 Domare: Luis Baert (Belgien) |
|    |                  |             |         |         | Belgrad Publik: 55 000 Domare: Luis Baert (Belgien) | Belgrad Publik: 55 000 Domare: Luis Baert (Belgien) |

| NM | 2 september 1951 | Sverige | 3 – 2   | Finland | Råsunda                                                  |                                                          |
|    |                  |         | (1 – 2) |         | Stockholm Publik: 19 202 Domare: Johan Narvestad (Norge) | Stockholm Publik: 19 202 Domare: Johan Narvestad (Norge) |
|    |                  |         |         |         | Stockholm Publik: 19 202 Domare: Johan Narvestad (Norge) | Stockholm Publik: 19 202 Domare: Johan Narvestad (Norge) |
|    |                  |         |         |         | Stockholm Publik: 19 202 Domare: Johan Narvestad (Norge) | Stockholm Publik: 19 202 Domare: Johan Narvestad (Norge) |

| NM | 30 september 1951 | Sverige | 3 – 4   | Norge | Gamla Ullevi                                               |                                                            |
|    |                   |         | (2 – 2) |       | Göteborg Publik: 29 790 Domare: Valdemar Laursen (Danmark) | Göteborg Publik: 29 790 Domare: Valdemar Laursen (Danmark) |
|    |                   |         |         |       | Göteborg Publik: 29 790 Domare: Valdemar Laursen (Danmark) | Göteborg Publik: 29 790 Domare: Valdemar Laursen (Danmark) |
|    |                   |         |         |       | Göteborg Publik: 29 790 Domare: Valdemar Laursen (Danmark) | Göteborg Publik: 29 790 Domare: Valdemar Laursen (Danmark) |

| NM | 21 oktober 1951 | Danmark                                                    | 3 – 1           | Sverige          | Københavns Idrætspark                                   |                                                         |
|    |                 | Poul Rasmussen 25′ Knud Lundberg 34′ Hilmar Staalgaard 35′ | (3 – 0) Rapport | 72′ Egon Jönsson | Köpenhamn Publik: 41 000 Domare: Edvin Pedersen (Norge) | Köpenhamn Publik: 41 000 Domare: Edvin Pedersen (Norge) |
|    |                 |                                                            |                 |                  | Köpenhamn Publik: 41 000 Domare: Edvin Pedersen (Norge) | Köpenhamn Publik: 41 000 Domare: Edvin Pedersen (Norge) |
|    |                 |                                                            |                 |                  | Köpenhamn Publik: 41 000 Domare: Edvin Pedersen (Norge) | Köpenhamn Publik: 41 000 Domare: Edvin Pedersen (Norge) |

| TM | 11 november 1951 | Italien | 1 – 1   | Sverige | Stadio Comunale                                       |                                                       |
|    |                  |         | (0 – 1) |         | Florens Publik: 85 000 Domare: William Ling (England) | Florens Publik: 85 000 Domare: William Ling (England) |
|    |                  |         |         |         | Florens Publik: 85 000 Domare: William Ling (England) | Florens Publik: 85 000 Domare: William Ling (England) |
|    |                  |         |         |         | Florens Publik: 85 000 Domare: William Ling (England) | Florens Publik: 85 000 Domare: William Ling (England) |

| TM | 14 november 1951 | Turkiet | 1 – 0  | Sverige | Atatürk-stadion                                            |                                                            |
|    |                  |         | (0 –0) |         | Istanbul Publik: 25 000 Domare: Guiseppe Caparni (Italien) | Istanbul Publik: 25 000 Domare: Guiseppe Caparni (Italien) |
|    |                  |         |        |         | Istanbul Publik: 25 000 Domare: Guiseppe Caparni (Italien) | Istanbul Publik: 25 000 Domare: Guiseppe Caparni (Italien) |
|    |                  |         |        |         | Istanbul Publik: 25 000 Domare: Guiseppe Caparni (Italien) | Istanbul Publik: 25 000 Domare: Guiseppe Caparni (Italien) |

## 1952
| TM | 26 mars 1952 | Frankrike | 0 – 1   | Sverige | Parc des Princes                                     |                                                      |
|    |              |           | (0 – 0) |         | Paris Publik: 35 779 Domare: Henri Bauwens (Belgien) | Paris Publik: 35 779 Domare: Henri Bauwens (Belgien) |
|    |              |           |         |         | Paris Publik: 35 779 Domare: Henri Bauwens (Belgien) | Paris Publik: 35 779 Domare: Henri Bauwens (Belgien) |
|    |              |           |         |         | Paris Publik: 35 779 Domare: Henri Bauwens (Belgien) | Paris Publik: 35 779 Domare: Henri Bauwens (Belgien) |

| TM | 14 maj 1952 | Nederländerna | 0 – 0   | Sverige | Olympiastadion                                                |                                                               |
|    |             |               | (0 – 0) |         | Amsterdam Publik: 64 500 Domare: Vincenzo Orlandini (Italien) | Amsterdam Publik: 64 500 Domare: Vincenzo Orlandini (Italien) |
|    |             |               |         |         | Amsterdam Publik: 64 500 Domare: Vincenzo Orlandini (Italien) | Amsterdam Publik: 64 500 Domare: Vincenzo Orlandini (Italien) |
|    |             |               |         |         | Amsterdam Publik: 64 500 Domare: Vincenzo Orlandini (Italien) | Amsterdam Publik: 64 500 Domare: Vincenzo Orlandini (Italien) |

| TM | 30 maj 1952 | Sverige | 3 – 1   | Skottland | Råsunda                                                             |                                                                     |
|    |             |         | (2 – 1) |           | Stockholm Publik: 32 122 Domare: Karel van der Meer (Nederländerna) | Stockholm Publik: 32 122 Domare: Karel van der Meer (Nederländerna) |
|    |             |         |         |           | Stockholm Publik: 32 122 Domare: Karel van der Meer (Nederländerna) | Stockholm Publik: 32 122 Domare: Karel van der Meer (Nederländerna) |
|    |             |         |         |           | Stockholm Publik: 32 122 Domare: Karel van der Meer (Nederländerna) | Stockholm Publik: 32 122 Domare: Karel van der Meer (Nederländerna) |

| TM | 11 juni 1952 | Danmark | 0 – 2   | Sverige | Bislett stadion                                  |                                                  |
|    |              |         | (0 – 1) |         | Oslo Publik: 22 058 Domare: Johan Alho (Finland) | Oslo Publik: 22 058 Domare: Johan Alho (Finland) |
|    |              |         |         |         | Oslo Publik: 22 058 Domare: Johan Alho (Finland) | Oslo Publik: 22 058 Domare: Johan Alho (Finland) |
|    |              |         |         |         | Oslo Publik: 22 058 Domare: Johan Alho (Finland) | Oslo Publik: 22 058 Domare: Johan Alho (Finland) |

| TM | 13 juni 1952 | Sverige | 0000 1 – 3 (e.fl.) | Finland | Ullevaal Stadion                                   |                                                    |
|    |              |         | (1 – 0)            |         | Oslo Publik: 19 766 Domare: Helge Andersen (Norge) | Oslo Publik: 19 766 Domare: Helge Andersen (Norge) |
|    |              |         |                    |         | Oslo Publik: 19 766 Domare: Helge Andersen (Norge) | Oslo Publik: 19 766 Domare: Helge Andersen (Norge) |
|    |              |         |                    |         | Oslo Publik: 19 766 Domare: Helge Andersen (Norge) | Oslo Publik: 19 766 Domare: Helge Andersen (Norge) |

| NM | 22 juni 1952 | Sverige | 4 – 3   | Danmark | Råsunda                                                 |                                                         |
|    |              |         | (3 – 0) |         | Stockholm Publik: 36 700 Domare: Edvin Pedersen (Norge) | Stockholm Publik: 36 700 Domare: Edvin Pedersen (Norge) |
|    |              |         |         |         | Stockholm Publik: 36 700 Domare: Edvin Pedersen (Norge) | Stockholm Publik: 36 700 Domare: Edvin Pedersen (Norge) |
|    |              |         |         |         | Stockholm Publik: 36 700 Domare: Edvin Pedersen (Norge) | Stockholm Publik: 36 700 Domare: Edvin Pedersen (Norge) |

| OS    | 21 juli 1952 | Sverige                                                    | 4 – 1           | Norge                 | Tammerfors stadion                                          |                                                             |
| 19:00 | 19:00        | Yngve Brodd 23′, 35′ Ingvar Rydell 81′ Sylve Bengtsson 89′ | (2 – 0) Rapport | 83′ Odd Wang Sørensen | Tammerfors Publik: 4 072 Domare: Johan Aksel Alho (Finland) | Tammerfors Publik: 4 072 Domare: Johan Aksel Alho (Finland) |
| 19:00 | 19:00        |                                                            |                 |                       | Tammerfors Publik: 4 072 Domare: Johan Aksel Alho (Finland) | Tammerfors Publik: 4 072 Domare: Johan Aksel Alho (Finland) |
| 19:00 | 19:00        |                                                            |                 |                       | Tammerfors Publik: 4 072 Domare: Johan Aksel Alho (Finland) | Tammerfors Publik: 4 072 Domare: Johan Aksel Alho (Finland) |

| OS    | 23 juli 1952 | Sverige                                              | 3 – 1   | Österrike         | Tölö bollplan                                                   |                                                                 |
| 19:00 | 19:00        | Gösta Sandberg 80′ Yngve Brodd 85′ Ingvar Rydell 87′ | (0 – 1) | 40′ Herbert Grohs | Helsingfors Publik: 12 564 Domare: Vincenzo Orlandini (Italien) | Helsingfors Publik: 12 564 Domare: Vincenzo Orlandini (Italien) |
| 19:00 | 19:00        |                                                      |         |                   | Helsingfors Publik: 12 564 Domare: Vincenzo Orlandini (Italien) | Helsingfors Publik: 12 564 Domare: Vincenzo Orlandini (Italien) |
| 19:00 | 19:00        |                                                      |         |                   | Helsingfors Publik: 12 564 Domare: Vincenzo Orlandini (Italien) | Helsingfors Publik: 12 564 Domare: Vincenzo Orlandini (Italien) |

| OS | 28 juli 1952 | Ungern                                                                                                | 6 – 0           | Sverige | Olympia                                                          |                                                                  |
|    |              | Ferenc Puskás 1′ Péter Palotás 16′ Gösta Lindh 36′ (sjm.) Sándor Kocsis 65′, 69′ Nándor Hidegkuti 67′ | (3 – 0) Rapport |         | Helsingfors Publik: 30 471 Domare: William Ling (Storbritannien) | Helsingfors Publik: 30 471 Domare: William Ling (Storbritannien) |
|    |              | |                 |         | Helsingfors Publik: 30 471 Domare: William Ling (Storbritannien) | Helsingfors Publik: 30 471 Domare: William Ling (Storbritannien) |
|    |              | |                 |         | Helsingfors Publik: 30 471 Domare: William Ling (Storbritannien) | Helsingfors Publik: 30 471 Domare: William Ling (Storbritannien) |

| OS    | 1 augusti 1952 | Sverige                             | 2 – 0           | Tyskland | Olympia                                                         |                                                                 |
| 19:00 | 19:00          | Ingvar Rydell 11′ Gösta Löfgren 86′ | (1 – 0) Rapport |          | Helsingfors Publik: 28 470 Domare: Vincenzo Orlandini (Italien) | Helsingfors Publik: 28 470 Domare: Vincenzo Orlandini (Italien) |
| 19:00 | 19:00          |                                     |                 |          | Helsingfors Publik: 28 470 Domare: Vincenzo Orlandini (Italien) | Helsingfors Publik: 28 470 Domare: Vincenzo Orlandini (Italien) |
| 19:00 | 19:00          |                                     |                 |          | Helsingfors Publik: 28 470 Domare: Vincenzo Orlandini (Italien) | Helsingfors Publik: 28 470 Domare: Vincenzo Orlandini (Italien) |

| NM | 21 september 1952 | Finland | 1 – 8   | Sverige | Olympia                                                   |                                                           |
|    |                   |         | (0 – 3) |         | Helsingfors Publik: 20 132 Domare: Edvin Pedersen (Norge) | Helsingfors Publik: 20 132 Domare: Edvin Pedersen (Norge) |
|    |                   |         |         |         | Helsingfors Publik: 20 132 Domare: Edvin Pedersen (Norge) | Helsingfors Publik: 20 132 Domare: Edvin Pedersen (Norge) |
|    |                   |         |         |         | Helsingfors Publik: 20 132 Domare: Edvin Pedersen (Norge) | Helsingfors Publik: 20 132 Domare: Edvin Pedersen (Norge) |

| NM | 5 oktober 1952 | Norge | 1 – 2   | Sverige | Ullevaal Stadion                                |                                                 |
|    |                |       | (1 – 1) |         | Oslo Publik: 36 458 Domare: Leo Helge (Danmark) | Oslo Publik: 36 458 Domare: Leo Helge (Danmark) |
|    |                |       |         |         | Oslo Publik: 36 458 Domare: Leo Helge (Danmark) | Oslo Publik: 36 458 Domare: Leo Helge (Danmark) |
|    |                |       |         |         | Oslo Publik: 36 458 Domare: Leo Helge (Danmark) | Oslo Publik: 36 458 Domare: Leo Helge (Danmark) |

| TM | 26 oktober 1952 | Sverige | 1 – 1   | Italien | Råsunda                                             |                                                     |
|    |                 |         | (1 – 1) |         | Stockholm Publik: 37 679 Domare: W. Evans (England) | Stockholm Publik: 37 679 Domare: W. Evans (England) |
|    |                 |         |         |         | Stockholm Publik: 37 679 Domare: W. Evans (England) | Stockholm Publik: 37 679 Domare: W. Evans (England) |
|    |                 |         |         |         | Stockholm Publik: 37 679 Domare: W. Evans (England) | Stockholm Publik: 37 679 Domare: W. Evans (England) |

## 1953
| TM | 6 maj 1953 | Skottland | 1 – 2   | Sverige | Hampden Park                                          |                                                       |
|    |            |           | (1 – 1) |         | Glasgow Publik: 83 000 Domare: William Ling (England) | Glasgow Publik: 83 000 Domare: William Ling (England) |
|    |            |           |         |         | Glasgow Publik: 83 000 Domare: William Ling (England) | Glasgow Publik: 83 000 Domare: William Ling (England) |
|    |            |           |         |         | Glasgow Publik: 83 000 Domare: William Ling (England) | Glasgow Publik: 83 000 Domare: William Ling (England) |

| VMK | 28 maj 1953 | Sverige                                | 2 – 3           | Belgien                                                      | Råsunda                                                 |                                                         |
|     |             | Bengt Berndtsson 20′ Arne Selmsson 27′ | (2 – 3) Rapport | 28′ Léopold Anoul 37′ Jean Straetmans 40′ Victor Lemberechts | Stockholm Publik: 34 029 Domare: John Mowat (Skottland) | Stockholm Publik: 34 029 Domare: John Mowat (Skottland) |
|     |             |                                        |                 |                                                              | Stockholm Publik: 34 029 Domare: John Mowat (Skottland) | Stockholm Publik: 34 029 Domare: John Mowat (Skottland) |
|     |             |                                        |                 |                                                              | Stockholm Publik: 34 029 Domare: John Mowat (Skottland) | Stockholm Publik: 34 029 Domare: John Mowat (Skottland) |

| TM | 11 juni 1953 | Sverige | 1 – 0   | Frankrike | Råsunda                                                 |                                                         |
|    |              |         | (1 – 0) |           | Stockholm Publik: 35 571 Domare: Edvin Pedersen (Norge) | Stockholm Publik: 35 571 Domare: Edvin Pedersen (Norge) |
|    |              |         |         |           | Stockholm Publik: 35 571 Domare: Edvin Pedersen (Norge) | Stockholm Publik: 35 571 Domare: Edvin Pedersen (Norge) |
|    |              |         |         |           | Stockholm Publik: 35 571 Domare: Edvin Pedersen (Norge) | Stockholm Publik: 35 571 Domare: Edvin Pedersen (Norge) |

| NM | 21 juni 1953 | Danmark | 1 – 3   | Sverige | Københavns Idrætspark                                 |                                                       |
|    |              |         | (0 – 1) |         | Köpenhamn Publik: 39 500 Domare: Johan Alho (Finland) | Köpenhamn Publik: 39 500 Domare: Johan Alho (Finland) |
|    |              |         |         |         | Köpenhamn Publik: 39 500 Domare: Johan Alho (Finland) | Köpenhamn Publik: 39 500 Domare: Johan Alho (Finland) |
|    |              |         |         |         | Köpenhamn Publik: 39 500 Domare: Johan Alho (Finland) | Köpenhamn Publik: 39 500 Domare: Johan Alho (Finland) |

| TM | 5 juli 1953 | Sverige | 2 – 4   | Ungern | Råsunda                                                             |                                                                     |
|    |             |         | (1 – 1) |        | Stockholm Publik: 35 876 Domare: Karel van der Meer (Nederländerna) | Stockholm Publik: 35 876 Domare: Karel van der Meer (Nederländerna) |
|    |             |         |         |        | Stockholm Publik: 35 876 Domare: Karel van der Meer (Nederländerna) | Stockholm Publik: 35 876 Domare: Karel van der Meer (Nederländerna) |
|    |             |         |         |        | Stockholm Publik: 35 876 Domare: Karel van der Meer (Nederländerna) | Stockholm Publik: 35 876 Domare: Karel van der Meer (Nederländerna) |

| VMK | 5 augusti 1953 | Finland                                                   | 3 – 3           | Sverige                                   | Olympiastadion                                           |                                                          |
|     |                | Kalevi Lehtovirta 63′ Olavi Lahtinen 67′ Nils Rikberg 70′ | (2 – 0) Rapport | 9′, 71′ Nils-Åke Sandell 23′ Hans Persson | Helsingfors Publik: 13 849 Domare: Folke Bålstad (Norge) | Helsingfors Publik: 13 849 Domare: Folke Bålstad (Norge) |
|     |                |                                                           |                 |                                           | Helsingfors Publik: 13 849 Domare: Folke Bålstad (Norge) | Helsingfors Publik: 13 849 Domare: Folke Bålstad (Norge) |
|     |                |                                                           |                 |                                           | Helsingfors Publik: 13 849 Domare: Folke Bålstad (Norge) | Helsingfors Publik: 13 849 Domare: Folke Bålstad (Norge) |

| VMK/NM | 16 augusti 1953 | Sverige                                                         | 4 – 0           | Finland | Råsunda                                                   |                                                           |
|        |                 | Gösta Sandberg 23′ Nils-Åke Sandell 24′, 61′ Herbert Sandin 55′ | (2 – 0) Rapport |         | Stockholm Publik: 27 138 Domare: Aksel Asmussen (Danmark) | Stockholm Publik: 27 138 Domare: Aksel Asmussen (Danmark) |
|        |                 |                                                                 |                 |         | Stockholm Publik: 27 138 Domare: Aksel Asmussen (Danmark) | Stockholm Publik: 27 138 Domare: Aksel Asmussen (Danmark) |
|        |                 |                                                                 |                 |         | Stockholm Publik: 27 138 Domare: Aksel Asmussen (Danmark) | Stockholm Publik: 27 138 Domare: Aksel Asmussen (Danmark) |

| VMK | 8 oktober 1953 | Belgien                           | 2 – 0           | Sverige | Heyselstadion                                                 |                                                               |
|     |                | Henri Coppens 33′ Victor Mees 48′ | (1 – 0) Rapport |         | Bryssel Publik: 40 000 Domare: Klaas Schipper (Nederländerna) | Bryssel Publik: 40 000 Domare: Klaas Schipper (Nederländerna) |
|     |                |                                   |                 |         | Bryssel Publik: 40 000 Domare: Klaas Schipper (Nederländerna) | Bryssel Publik: 40 000 Domare: Klaas Schipper (Nederländerna) |
|     |                |                                   |                 |         | Bryssel Publik: 40 000 Domare: Klaas Schipper (Nederländerna) | Bryssel Publik: 40 000 Domare: Klaas Schipper (Nederländerna) |

| NM | 18 oktober 1953 | Sverige | 0 – 0   | Norge | Råsunda                                                 |                                                         |
|    |                 |         | (0 – 0) |       | Stockholm Publik: 27 025 Domare: Folke Nyberg (Finland) | Stockholm Publik: 27 025 Domare: Folke Nyberg (Finland) |
|    |                 |         |         |       | Stockholm Publik: 27 025 Domare: Folke Nyberg (Finland) | Stockholm Publik: 27 025 Domare: Folke Nyberg (Finland) |
|    |                 |         |         |       | Stockholm Publik: 27 025 Domare: Folke Nyberg (Finland) | Stockholm Publik: 27 025 Domare: Folke Nyberg (Finland) |

| TM | 8 november 1953 | Spanien | 2 – 2   | Sverige | Estadio San Mamés                                            |                                                              |
|    |                 |         | (1 – 2) |         | Bilbao Publik: 45 000 Domare: Raymond Vincentini (Frankrike) | Bilbao Publik: 45 000 Domare: Raymond Vincentini (Frankrike) |
|    |                 |         |         |         | Bilbao Publik: 45 000 Domare: Raymond Vincentini (Frankrike) | Bilbao Publik: 45 000 Domare: Raymond Vincentini (Frankrike) |
|    |                 |         |         |         | Bilbao Publik: 45 000 Domare: Raymond Vincentini (Frankrike) | Bilbao Publik: 45 000 Domare: Raymond Vincentini (Frankrike) |

| TM | 15 november 1953 | Ungern | 2 – 2   | Sverige | Nep Stadion                                               |                                                           |
|    |                  |        | (0 – 0) |         | Budapest Publik: 80 000 Domare: Erich Steiner (Österrike) | Budapest Publik: 80 000 Domare: Erich Steiner (Österrike) |
|    |                  |        |         |         | Budapest Publik: 80 000 Domare: Erich Steiner (Österrike) | Budapest Publik: 80 000 Domare: Erich Steiner (Österrike) |
|    |                  |        |         |         | Budapest Publik: 80 000 Domare: Erich Steiner (Österrike) | Budapest Publik: 80 000 Domare: Erich Steiner (Österrike) |

## 1954
| TM | 19 maj 1954 | Sverige | 6 – 1   | Nederländerna | Råsunda                                                 |                                                         |
|    |             |         | (2 – 1) |               | Stockholm Publik: 20 171 Domare: Edvin Pedersen (Norge) | Stockholm Publik: 20 171 Domare: Edvin Pedersen (Norge) |
|    |             |         |         |               | Stockholm Publik: 20 171 Domare: Edvin Pedersen (Norge) | Stockholm Publik: 20 171 Domare: Edvin Pedersen (Norge) |
|    |             |         |         |               | Stockholm Publik: 20 171 Domare: Edvin Pedersen (Norge) | Stockholm Publik: 20 171 Domare: Edvin Pedersen (Norge) |

| TM | 4 juni 1954 | Sverige | 6 – 0   | Finland | Gamla Ullevi                                             |                                                          |
|    |             |         | (4 – 0) |         | Göteborg Publik: 24 809 Domare: Petter Gundersen (Norge) | Göteborg Publik: 24 809 Domare: Petter Gundersen (Norge) |
|    |             |         |         |         | Göteborg Publik: 24 809 Domare: Petter Gundersen (Norge) | Göteborg Publik: 24 809 Domare: Petter Gundersen (Norge) |
|    |             |         |         |         | Göteborg Publik: 24 809 Domare: Petter Gundersen (Norge) | Göteborg Publik: 24 809 Domare: Petter Gundersen (Norge) |

| TM | 7 juni 1954 | Sverige | 3 – 0   | Norge | Råsunda                                               |                                                       |
|    |             |         | (2 – 0) |       | Stockholm Publik: 20 837 Domare: Johan Alho (Finland) | Stockholm Publik: 20 837 Domare: Johan Alho (Finland) |
|    |             |         |         |       | Stockholm Publik: 20 837 Domare: Johan Alho (Finland) | Stockholm Publik: 20 837 Domare: Johan Alho (Finland) |
|    |             |         |         |       | Stockholm Publik: 20 837 Domare: Johan Alho (Finland) | Stockholm Publik: 20 837 Domare: Johan Alho (Finland) |

| NM | 15 augusti 1954 | Finland | 01 – 10 | Sverige | Olympiastadion                                             |                                                            |
|    |                 |         | (1 – 6) |         | Helsingfors Publik: 15 409 Domare: Øyvind Helgesen (Norge) | Helsingfors Publik: 15 409 Domare: Øyvind Helgesen (Norge) |
|    |                 |         |         |         | Helsingfors Publik: 15 409 Domare: Øyvind Helgesen (Norge) | Helsingfors Publik: 15 409 Domare: Øyvind Helgesen (Norge) |
|    |                 |         |         |         | Helsingfors Publik: 15 409 Domare: Øyvind Helgesen (Norge) | Helsingfors Publik: 15 409 Domare: Øyvind Helgesen (Norge) |

| TM | 24 augusti 1954 | Sverige | 3 – 2   | Island | Fredriksskans IP                                          |                                                           |
|    |                 |         | (2 – 0) |        | Kalmar FF Publik: 14 066 Domare: Aksel Asmussen (Danmark) | Kalmar FF Publik: 14 066 Domare: Aksel Asmussen (Danmark) |
|    |                 |         |         |        | Kalmar FF Publik: 14 066 Domare: Aksel Asmussen (Danmark) | Kalmar FF Publik: 14 066 Domare: Aksel Asmussen (Danmark) |
|    |                 |         |         |        | Kalmar FF Publik: 14 066 Domare: Aksel Asmussen (Danmark) | Kalmar FF Publik: 14 066 Domare: Aksel Asmussen (Danmark) |

| TM | 8 september 1954 | Sovjetunionen | 7 – 0   | Sverige | Dynamo                                               |                                                      |
|    |                  |               | (4 – 0) |         | Moskva Publik: 70 000 Domare: William Ling (England) | Moskva Publik: 70 000 Domare: William Ling (England) |
|    |                  |               |         |         | Moskva Publik: 70 000 Domare: William Ling (England) | Moskva Publik: 70 000 Domare: William Ling (England) |
|    |                  |               |         |         | Moskva Publik: 70 000 Domare: William Ling (England) | Moskva Publik: 70 000 Domare: William Ling (England) |

| NM | 19 augusti 1954 | Norge | 1 – 1   | Sverige | Ullevaal Stadion                                |                                                 |
|    |                 |       | (0 – 0) |         | Oslo Publik: 35 427 Domare: Tauno Aro (Finland) | Oslo Publik: 35 427 Domare: Tauno Aro (Finland) |
|    |                 |       |         |         | Oslo Publik: 35 427 Domare: Tauno Aro (Finland) | Oslo Publik: 35 427 Domare: Tauno Aro (Finland) |
|    |                 |       |         |         | Oslo Publik: 35 427 Domare: Tauno Aro (Finland) | Oslo Publik: 35 427 Domare: Tauno Aro (Finland) |

| NM | 10 oktober 1954 | Sverige | 5 – 2   | Danmark | Råsunda                                                    |                                                            |
|    |                 |         | (4 – 2) |         | Stockholm Publik: 36 700 Domare: Finn Aage Bråthen (Norge) | Stockholm Publik: 36 700 Domare: Finn Aage Bråthen (Norge) |
|    |                 |         |         |         | Stockholm Publik: 36 700 Domare: Finn Aage Bråthen (Norge) | Stockholm Publik: 36 700 Domare: Finn Aage Bråthen (Norge) |
|    |                 |         |         |         | Stockholm Publik: 36 700 Domare: Finn Aage Bråthen (Norge) | Stockholm Publik: 36 700 Domare: Finn Aage Bråthen (Norge) |

| TM | 31 oktober 1954 | Sverige | 2 – 1   | Österrike | Råsunda                                                   |                                                           |
|    |                 |         | (1 – 0) |           | Stockholm Publik: 37 019 Domare: Leo Horn (Nederländerna) | Stockholm Publik: 37 019 Domare: Leo Horn (Nederländerna) |
|    |                 |         |         |           | Stockholm Publik: 37 019 Domare: Leo Horn (Nederländerna) | Stockholm Publik: 37 019 Domare: Leo Horn (Nederländerna) |
|    |                 |         |         |           | Stockholm Publik: 37 019 Domare: Leo Horn (Nederländerna) | Stockholm Publik: 37 019 Domare: Leo Horn (Nederländerna) |

## 1955
| TM | 3 april 1955 | Frankrike | 2 – 0   | Sverige | Stade de Colombes                                       |                                                         |
|    |              |           | (1 – 0) |         | Paris Publik: 34 738 Domare: Giorgio Bernardi (Italien) | Paris Publik: 34 738 Domare: Giorgio Bernardi (Italien) |
|    |              |           |         |         | Paris Publik: 34 738 Domare: Giorgio Bernardi (Italien) | Paris Publik: 34 738 Domare: Giorgio Bernardi (Italien) |
|    |              |           |         |         | Paris Publik: 34 738 Domare: Giorgio Bernardi (Italien) | Paris Publik: 34 738 Domare: Giorgio Bernardi (Italien) |

| TM | 11 maj 1955 | Sverige | 3 – 7   | Ungern | Råsunda                                                   |                                                           |
|    |             |         | (2 – 4) |        | Stockholm Publik: 38 690 Domare: Aksel Asmussen (Danmark) | Stockholm Publik: 38 690 Domare: Aksel Asmussen (Danmark) |
|    |             |         |         |        | Stockholm Publik: 38 690 Domare: Aksel Asmussen (Danmark) | Stockholm Publik: 38 690 Domare: Aksel Asmussen (Danmark) |
|    |             |         |         |        | Stockholm Publik: 38 690 Domare: Aksel Asmussen (Danmark) | Stockholm Publik: 38 690 Domare: Aksel Asmussen (Danmark) |

| TM | 15 juni 1955 | Sverige | 4 – 1   | Rumänien | Gamla Ullevi                                             |                                                          |
|    |              |         | (2 – 0) |          | Göteborg Publik: 23 266 Domare: Helge Andersen (Danmark) | Göteborg Publik: 23 266 Domare: Helge Andersen (Danmark) |
|    |              |         |         |          | Göteborg Publik: 23 266 Domare: Helge Andersen (Danmark) | Göteborg Publik: 23 266 Domare: Helge Andersen (Danmark) |
|    |              |         |         |          | Göteborg Publik: 23 266 Domare: Helge Andersen (Danmark) | Göteborg Publik: 23 266 Domare: Helge Andersen (Danmark) |

| TM | 26 juni 1955 | Sverige | 0 – 6   | Sovjetunionen | Råsunda                                                 |                                                         |
|    |              |         | (0 – 4) |               | Stockholm Publik: 38 249 Domare: William Ling (England) | Stockholm Publik: 38 249 Domare: William Ling (England) |
|    |              |         |         |               | Stockholm Publik: 38 249 Domare: William Ling (England) | Stockholm Publik: 38 249 Domare: William Ling (England) |
|    |              |         |         |               | Stockholm Publik: 38 249 Domare: William Ling (England) | Stockholm Publik: 38 249 Domare: William Ling (England) |

| NM | 28 augusti 1955 | Sverige | 3 – 0   | Finland | Olympia                                                 |                                                         |
|    |                 |         | (1 – 0) |         | Helsingborg Publik: 18 463 Domare: Josef Larsen (Norge) | Helsingborg Publik: 18 463 Domare: Josef Larsen (Norge) |
|    |                 |         |         |         | Helsingborg Publik: 18 463 Domare: Josef Larsen (Norge) | Helsingborg Publik: 18 463 Domare: Josef Larsen (Norge) |
|    |                 |         |         |         | Helsingborg Publik: 18 463 Domare: Josef Larsen (Norge) | Helsingborg Publik: 18 463 Domare: Josef Larsen (Norge) |

| NM | 25 september 1955 | Sverige | 1 – 1   | Norge | Råsunda                                              |                                                      |
|    |                   |         | (1 – 1) |       | Stockholm Publik: 27 375 Domare: Leo Helge (Danmark) | Stockholm Publik: 27 375 Domare: Leo Helge (Danmark) |
|    |                   |         |         |       | Stockholm Publik: 27 375 Domare: Leo Helge (Danmark) | Stockholm Publik: 27 375 Domare: Leo Helge (Danmark) |
|    |                   |         |         |       | Stockholm Publik: 27 375 Domare: Leo Helge (Danmark) | Stockholm Publik: 27 375 Domare: Leo Helge (Danmark) |

| NM | 16 oktober 1955 | Danmark | 3 – 3   | Sverige | Københavns Idrætspark                                      |                                                            |
|    |                 |         | (2 – 0) |         | Köpenhamn Publik: 50 200 Domare: Finn Aage Bråthen (Norge) | Köpenhamn Publik: 50 200 Domare: Finn Aage Bråthen (Norge) |
|    |                 |         |         |         | Köpenhamn Publik: 50 200 Domare: Finn Aage Bråthen (Norge) | Köpenhamn Publik: 50 200 Domare: Finn Aage Bråthen (Norge) |
|    |                 |         |         |         | Köpenhamn Publik: 50 200 Domare: Finn Aage Bråthen (Norge) | Köpenhamn Publik: 50 200 Domare: Finn Aage Bråthen (Norge) |

| TM | 13 november 1955 | Ungern | 4 – 2   | Sverige | Nep Stadion                                                        |                                                                    |
|    |                  |        | (2 – 1) |         | Budapest Publik: 90 000 Domare: Frantisek Machon (Tjeckoslovakien) | Budapest Publik: 90 000 Domare: Frantisek Machon (Tjeckoslovakien) |
|    |                  |        |         |         | Budapest Publik: 90 000 Domare: Frantisek Machon (Tjeckoslovakien) | Budapest Publik: 90 000 Domare: Frantisek Machon (Tjeckoslovakien) |
|    |                  |        |         |         | Budapest Publik: 90 000 Domare: Frantisek Machon (Tjeckoslovakien) | Budapest Publik: 90 000 Domare: Frantisek Machon (Tjeckoslovakien) |

| TM | 20 november 1955 | Portugal | 2 – 6   | Sverige | Estadio Nacional                                       |                                                        |
|    |                  |          | (1 – 1) |         | Lissabon Publik: 50 000 Domare: Cesare Jonni (Italien) | Lissabon Publik: 50 000 Domare: Cesare Jonni (Italien) |
|    |                  |          |         |         | Lissabon Publik: 50 000 Domare: Cesare Jonni (Italien) | Lissabon Publik: 50 000 Domare: Cesare Jonni (Italien) |
|    |                  |          |         |         | Lissabon Publik: 50 000 Domare: Cesare Jonni (Italien) | Lissabon Publik: 50 000 Domare: Cesare Jonni (Italien) |

## 1956

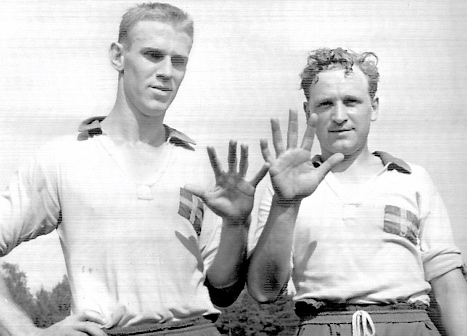
Sven Tumba, mer framgångsrik inom ishockeysporten, och Henry Thillberg i svenska landslagets tröjor 1956.

| TM | 16 maj 1956 | Sverige | 0 – 0   | England | Råsunda                                                   |                                                           |
|    |             |         | (0 – 0) |         | Stockholm Publik: 35 000 Domare: Leo Horn (Nederländerna) | Stockholm Publik: 35 000 Domare: Leo Horn (Nederländerna) |
|    |             |         |         |         | Stockholm Publik: 35 000 Domare: Leo Horn (Nederländerna) | Stockholm Publik: 35 000 Domare: Leo Horn (Nederländerna) |
|    |             |         |         |         | Stockholm Publik: 35 000 Domare: Leo Horn (Nederländerna) | Stockholm Publik: 35 000 Domare: Leo Horn (Nederländerna) |

| NM | 10 juni 1956 | Finland | 1 – 3   | Sverige | Olympiastadion                                              |                                                             |
|    |              |         | (1 – 3) |         | Helsingfors Publik: 15 416 Domare: Helge Andersen (Danmark) | Helsingfors Publik: 15 416 Domare: Helge Andersen (Danmark) |
|    |              |         |         |         | Helsingfors Publik: 15 416 Domare: Helge Andersen (Danmark) | Helsingfors Publik: 15 416 Domare: Helge Andersen (Danmark) |
|    |              |         |         |         | Helsingfors Publik: 15 416 Domare: Helge Andersen (Danmark) | Helsingfors Publik: 15 416 Domare: Helge Andersen (Danmark) |

| TM | 17 juni 1956 | Rumänien | 0 – 2   | Sverige | 23 augusti-stadion                                     |                                                        |
|    |              |          | (0 – 1) |         | Bukarest Publik: 110 000 Domare: Karoly Balla (Ungern) | Bukarest Publik: 110 000 Domare: Karoly Balla (Ungern) |
|    |              |          |         |         | Bukarest Publik: 110 000 Domare: Karoly Balla (Ungern) | Bukarest Publik: 110 000 Domare: Karoly Balla (Ungern) |
|    |              |          |         |         | Bukarest Publik: 110 000 Domare: Karoly Balla (Ungern) | Bukarest Publik: 110 000 Domare: Karoly Balla (Ungern) |

| TM | 30 juni 1956 | Sverige | 2 – 2   | Västtyskland | Råsunda                                                         |                                                                 |
|    |              |         | (2 – 0) |              | Stockholm Publik: 30 700 Domare: Klaas Schipper (Nederländerna) | Stockholm Publik: 30 700 Domare: Klaas Schipper (Nederländerna) |
|    |              |         |         |              | Stockholm Publik: 30 700 Domare: Klaas Schipper (Nederländerna) | Stockholm Publik: 30 700 Domare: Klaas Schipper (Nederländerna) |
|    |              |         |         |              | Stockholm Publik: 30 700 Domare: Klaas Schipper (Nederländerna) | Stockholm Publik: 30 700 Domare: Klaas Schipper (Nederländerna) |

| NM | 16 september 1956 | Norge | 3 – 1   | Sverige | Ullevaal Stadion                                  |                                                   |
|    |                   |       | (1 – 0) |         | Oslo Publik: 33 000 Domare: Väinö Niemi (Finland) | Oslo Publik: 33 000 Domare: Väinö Niemi (Finland) |
|    |                   |       |         |         | Oslo Publik: 33 000 Domare: Väinö Niemi (Finland) | Oslo Publik: 33 000 Domare: Väinö Niemi (Finland) |
|    |                   |       |         |         | Oslo Publik: 33 000 Domare: Väinö Niemi (Finland) | Oslo Publik: 33 000 Domare: Väinö Niemi (Finland) |

| NM | 21 oktober 1956 | Sverige | 1 – 1   | Danmark | Råsunda                                                    |                                                            |
|    |                 |         | (0 – 1) |         | Stockholm Publik: 37 534 Domare: Orjö Pettiniemi (Finland) | Stockholm Publik: 37 534 Domare: Orjö Pettiniemi (Finland) |
|    |                 |         |         |         | Stockholm Publik: 37 534 Domare: Orjö Pettiniemi (Finland) | Stockholm Publik: 37 534 Domare: Orjö Pettiniemi (Finland) |
|    |                 |         |         |         | Stockholm Publik: 37 534 Domare: Orjö Pettiniemi (Finland) | Stockholm Publik: 37 534 Domare: Orjö Pettiniemi (Finland) |

## 1957

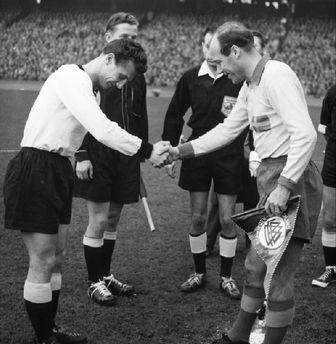
Västtyskland-Sverige (1–0) i Hamburg 1957.

| TM | 16 maj 1957 | Österrike | 1 – 0   | Sverige | Praterstadion                                                 |                                                               |
|    |             |           | (1 – 0) |         | Wien Publik: 62 000 Domare: Jaroslav Vlazek (Tjeckoslovakien) | Wien Publik: 62 000 Domare: Jaroslav Vlazek (Tjeckoslovakien) |
|    |             |           |         |         | Wien Publik: 62 000 Domare: Jaroslav Vlazek (Tjeckoslovakien) | Wien Publik: 62 000 Domare: Jaroslav Vlazek (Tjeckoslovakien) |
|    |             |           |         |         | Wien Publik: 62 000 Domare: Jaroslav Vlazek (Tjeckoslovakien) | Wien Publik: 62 000 Domare: Jaroslav Vlazek (Tjeckoslovakien) |

| TM | 16 juni 1957 | Sverige | 0 – 0   | Ungern | Råsunda                                                         |                                                                 |
|    |              |         | (0 – 0) |        | Stockholm Publik: 33 000 Domare: Klaas Schipper (Nederländerna) | Stockholm Publik: 33 000 Domare: Klaas Schipper (Nederländerna) |
|    |              |         |         |        | Stockholm Publik: 33 000 Domare: Klaas Schipper (Nederländerna) | Stockholm Publik: 33 000 Domare: Klaas Schipper (Nederländerna) |
|    |              |         |         |        | Stockholm Publik: 33 000 Domare: Klaas Schipper (Nederländerna) | Stockholm Publik: 33 000 Domare: Klaas Schipper (Nederländerna) |

| TM | 18 juni 1957 | Norge | 0 – 0   | Sverige | Kypittaan Fotbollsstadion                        |                                                  |
|    |              |       | (0 – 0) |         | Åbo Publik: 5 000 Domare: Aage Poulsen (Danmark) | Åbo Publik: 5 000 Domare: Aage Poulsen (Danmark) |
|    |              |       |         |         | Åbo Publik: 5 000 Domare: Aage Poulsen (Danmark) | Åbo Publik: 5 000 Domare: Aage Poulsen (Danmark) |
|    |              |       |         |         | Åbo Publik: 5 000 Domare: Aage Poulsen (Danmark) | Åbo Publik: 5 000 Domare: Aage Poulsen (Danmark) |

| TM | 19 juni 1957 | Finland | 0000 1 – 5 (e.fl.) | Sverige | Olympiastadion                             |                                            |
|    |              |         | (0 – 1)            |         | Helsingfors Domare: Aage Poulsen (Danmark) | Helsingfors Domare: Aage Poulsen (Danmark) |
|    |              |         |                    |         | Helsingfors Domare: Aage Poulsen (Danmark) | Helsingfors Domare: Aage Poulsen (Danmark) |
|    |              |         |                    |         | Helsingfors Domare: Aage Poulsen (Danmark) | Helsingfors Domare: Aage Poulsen (Danmark) |

| NM | 30 juni 1957 | Danmark | 1 – 2   | Sverige | Københavns Idrætspark                                    |                                                          |
|    |              |         | (1 – 1) |         | Köpenhamn Publik: 51 000 Domare: Gunnar Andersen (Norge) | Köpenhamn Publik: 51 000 Domare: Gunnar Andersen (Norge) |
|    |              |         |         |         | Köpenhamn Publik: 51 000 Domare: Gunnar Andersen (Norge) | Köpenhamn Publik: 51 000 Domare: Gunnar Andersen (Norge) |
|    |              |         |         |         | Köpenhamn Publik: 51 000 Domare: Gunnar Andersen (Norge) | Köpenhamn Publik: 51 000 Domare: Gunnar Andersen (Norge) |

| NM | 22 september 1957 | Sverige | 5 – 1   | Finland | Råsunda                                                            |                                                                    |
|    |                   |         | (1 – 0) |         | Stockholm Publik: 22 233 Domare: Carl Frederik Jörgensen (Danmark) | Stockholm Publik: 22 233 Domare: Carl Frederik Jörgensen (Danmark) |
|    |                   |         |         |         | Stockholm Publik: 22 233 Domare: Carl Frederik Jörgensen (Danmark) | Stockholm Publik: 22 233 Domare: Carl Frederik Jörgensen (Danmark) |
|    |                   |         |         |         | Stockholm Publik: 22 233 Domare: Carl Frederik Jörgensen (Danmark) | Stockholm Publik: 22 233 Domare: Carl Frederik Jörgensen (Danmark) |

| NM | 13 oktober 1957 | Sverige | 5 – 2   | Norge | Råsunda                                                      |                                                              |
|    |                 |         | (1 – 0) |       | Stockholm Publik: 29 840 Domare: Albert Dusch (Västtyskland) | Stockholm Publik: 29 840 Domare: Albert Dusch (Västtyskland) |
|    |                 |         |         |       | Stockholm Publik: 29 840 Domare: Albert Dusch (Västtyskland) | Stockholm Publik: 29 840 Domare: Albert Dusch (Västtyskland) |
|    |                 |         |         |       | Stockholm Publik: 29 840 Domare: Albert Dusch (Västtyskland) | Stockholm Publik: 29 840 Domare: Albert Dusch (Västtyskland) |

| TM | 20 november 1957 | Västtyskland | 1 – 0   | Sverige | Volkparkstadion                                      |                                                      |
|    |                  |              | (1 – 0) |         | Hamburg Publik: 76 000 Domare: Istvan Zsolt (Ungern) | Hamburg Publik: 76 000 Domare: Istvan Zsolt (Ungern) |
|    |                  |              |         |         | Hamburg Publik: 76 000 Domare: Istvan Zsolt (Ungern) | Hamburg Publik: 76 000 Domare: Istvan Zsolt (Ungern) |
|    |                  |              |         |         | Hamburg Publik: 76 000 Domare: Istvan Zsolt (Ungern) | Hamburg Publik: 76 000 Domare: Istvan Zsolt (Ungern) |

## 1958

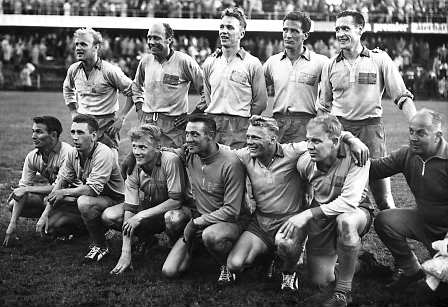
Det silvermedaljerade svenska fotbollslandslaget i VM 1958.

| TM | 7 maj 1958 | Sverige | 3 – 2   | Schweiz | Olympia                                                        |                                                                |
|    |            |         | (2 – 2) |         | Helsingborg Publik: 20 257 Domare: Lucien Van Nuffel (Belgien) | Helsingborg Publik: 20 257 Domare: Lucien Van Nuffel (Belgien) |
|    |            |         |         |         | Helsingborg Publik: 20 257 Domare: Lucien Van Nuffel (Belgien) | Helsingborg Publik: 20 257 Domare: Lucien Van Nuffel (Belgien) |
|    |            |         |         |         | Helsingborg Publik: 20 257 Domare: Lucien Van Nuffel (Belgien) | Helsingborg Publik: 20 257 Domare: Lucien Van Nuffel (Belgien) |

| VM          | 8 juni 1958 | Sverige                                          | 3 – 0           | Mexiko | Råsunda                                                           |                                                                   |
| 14:00 UTC+1 | 14:00 UTC+1 | Agne Simonsson 17′, 64′ Nils Liedholm 57′ (str.) | (1 – 0) Rapport |        | Stockholm Publik: 34 107 Domare: Nikolaj Latysjev (Sovjetunionen) | Stockholm Publik: 34 107 Domare: Nikolaj Latysjev (Sovjetunionen) |
| 14:00 UTC+1 | 14:00 UTC+1 |                                                  |                 |        | Stockholm Publik: 34 107 Domare: Nikolaj Latysjev (Sovjetunionen) | Stockholm Publik: 34 107 Domare: Nikolaj Latysjev (Sovjetunionen) |
| 14:00 UTC+1 | 14:00 UTC+1 |                                                  |                 |        | Stockholm Publik: 34 107 Domare: Nikolaj Latysjev (Sovjetunionen) | Stockholm Publik: 34 107 Domare: Nikolaj Latysjev (Sovjetunionen) |

| VM          | 12 juni 1958 | Sverige              | 2 – 1           | Ungern          | Råsunda                                                 |                                                         |
| 19:00 UTC+1 | 19:00 UTC+1  | Kurt Hamrin 34′, 55′ | (1 – 0) Rapport | 77′ Lajos Tichy | Stockholm Publik: 38 850 Domare: John Mowat (Skottland) | Stockholm Publik: 38 850 Domare: John Mowat (Skottland) |
| 19:00 UTC+1 | 19:00 UTC+1  |                      |                 |                 | Stockholm Publik: 38 850 Domare: John Mowat (Skottland) | Stockholm Publik: 38 850 Domare: John Mowat (Skottland) |
| 19:00 UTC+1 | 19:00 UTC+1  |                      |                 |                 | Stockholm Publik: 38 850 Domare: John Mowat (Skottland) | Stockholm Publik: 38 850 Domare: John Mowat (Skottland) |

| VM          | 15 juni 1958 | Sverige | 0 – 0           | Wales | Råsunda                                                      |                                                              |
| 14:00 UTC+1 | 14:00 UTC+1  |         | (0 – 0) Rapport |       | Stockholm Publik: 30 287 Domare: Lucien Van Nuffel (Belgien) | Stockholm Publik: 30 287 Domare: Lucien Van Nuffel (Belgien) |
| 14:00 UTC+1 | 14:00 UTC+1  |         |                 |       | Stockholm Publik: 30 287 Domare: Lucien Van Nuffel (Belgien) | Stockholm Publik: 30 287 Domare: Lucien Van Nuffel (Belgien) |
| 14:00 UTC+1 | 14:00 UTC+1  |         |                 |       | Stockholm Publik: 30 287 Domare: Lucien Van Nuffel (Belgien) | Stockholm Publik: 30 287 Domare: Lucien Van Nuffel (Belgien) |

| VM          | 19 juni 1958 | Sverige                            | 2 – 0           | Sovjetunionen | Råsunda                                                   |                                                           |
| 19:00 UTC+1 | 19:00 UTC+1  | Kurt Hamrin 49′ Agne Simonsson 88′ | (0 – 0) Rapport |               | Stockholm Publik: 31 900 Domare: Reginald Leafe (England) | Stockholm Publik: 31 900 Domare: Reginald Leafe (England) |
| 19:00 UTC+1 | 19:00 UTC+1  |                                    |                 |               | Stockholm Publik: 31 900 Domare: Reginald Leafe (England) | Stockholm Publik: 31 900 Domare: Reginald Leafe (England) |
| 19:00 UTC+1 | 19:00 UTC+1  |                                    |                 |               | Stockholm Publik: 31 900 Domare: Reginald Leafe (England) | Stockholm Publik: 31 900 Domare: Reginald Leafe (England) |

| VM          | 24 juni 1958 | Sverige                                              | 3 – 1           | Västtyskland     | Nya Ullevi                                            |                                                       |
| 19:00 UTC+1 | 19:00 UTC+1  | Lennart Skoglund 32′ Gunnar Gren 32′ Kurt Hamrin 88′ | (1 – 1) Rapport | 24′ Hans Schäfer | Göteborg Publik: 49 471 Domare: Istvan Zsolt (Ungern) | Göteborg Publik: 49 471 Domare: Istvan Zsolt (Ungern) |
| 19:00 UTC+1 | 19:00 UTC+1  |                                                      |                 |                  | Göteborg Publik: 49 471 Domare: Istvan Zsolt (Ungern) | Göteborg Publik: 49 471 Domare: Istvan Zsolt (Ungern) |
| 19:00 UTC+1 | 19:00 UTC+1  |                                                      |                 |                  | Göteborg Publik: 49 471 Domare: Istvan Zsolt (Ungern) | Göteborg Publik: 49 471 Domare: Istvan Zsolt (Ungern) |

| VM                       | 29 juni 1958             | Sverige                             | 2 – 5   | Brasilien                                    | Råsunda                                                     |                                                             |
| 15:00 UTC+1 Huvudartikel | 15:00 UTC+1 Huvudartikel | Nils Liedholm 4′ Agne Simonsson 80′ | (2 – 1) | 9′, 31′ Vavá 55′, 90′ Pelé 68′ Mario Zagallo | Stockholm Publik: 49 737 Domare: Maurice Guigue (Frankrike) | Stockholm Publik: 49 737 Domare: Maurice Guigue (Frankrike) |
| 15:00 UTC+1 Huvudartikel | 15:00 UTC+1 Huvudartikel |                                     |         |                                              | Stockholm Publik: 49 737 Domare: Maurice Guigue (Frankrike) | Stockholm Publik: 49 737 Domare: Maurice Guigue (Frankrike) |
| 15:00 UTC+1 Huvudartikel | 15:00 UTC+1 Huvudartikel |                                     |         |                                              | Stockholm Publik: 49 737 Domare: Maurice Guigue (Frankrike) | Stockholm Publik: 49 737 Domare: Maurice Guigue (Frankrike) |

| NM | 20 augusti 1958 | Finland | 1 – 7   | Sverige | Olympiastadion                                             |                                                            |
|    |                 |         | (0 – 3) |         | Helsingfors Publik: 13 395 Domare: Harald Heltberg (Norge) | Helsingfors Publik: 13 395 Domare: Harald Heltberg (Norge) |
|    |                 |         |         |         | Helsingfors Publik: 13 395 Domare: Harald Heltberg (Norge) | Helsingfors Publik: 13 395 Domare: Harald Heltberg (Norge) |
|    |                 |         |         |         | Helsingfors Publik: 13 395 Domare: Harald Heltberg (Norge) | Helsingfors Publik: 13 395 Domare: Harald Heltberg (Norge) |

| NM | 14 september 1958 | Norge | 0 – 2   | Sverige | Ullevaal Stadion                                              |                                                               |
|    |                   |       | (0 – 1) |         | Oslo Publik: 32 791 Domare: Carl Frederik Jörgensen (Danmark) | Oslo Publik: 32 791 Domare: Carl Frederik Jörgensen (Danmark) |
|    |                   |       |         |         | Oslo Publik: 32 791 Domare: Carl Frederik Jörgensen (Danmark) | Oslo Publik: 32 791 Domare: Carl Frederik Jörgensen (Danmark) |
|    |                   |       |         |         | Oslo Publik: 32 791 Domare: Carl Frederik Jörgensen (Danmark) | Oslo Publik: 32 791 Domare: Carl Frederik Jörgensen (Danmark) |

| NM | 26 oktober 1958 | Sverige | 4 – 4   | Danmark | Råsunda                                                    |                                                            |
|    |                 |         | (3 – 2) |         | Stockholm Publik: 43 716 Domare: Orjö Pettiniemi (Finland) | Stockholm Publik: 43 716 Domare: Orjö Pettiniemi (Finland) |
|    |                 |         |         |         | Stockholm Publik: 43 716 Domare: Orjö Pettiniemi (Finland) | Stockholm Publik: 43 716 Domare: Orjö Pettiniemi (Finland) |
|    |                 |         |         |         | Stockholm Publik: 43 716 Domare: Orjö Pettiniemi (Finland) | Stockholm Publik: 43 716 Domare: Orjö Pettiniemi (Finland) |

## 1959

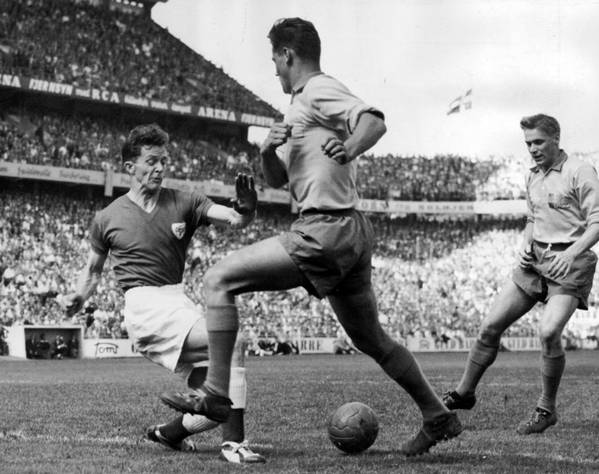
Danmark-Sverige (0–6) i Köpenhamn 1959.

| TM | 21 maj 1959 | Sverige | 2 – 0   | Portugal | Nya Ullevi                                               |                                                          |
|    |             |         | (1 – 0) |          | Göteborg Publik: 44 082 Domare: Leo Horn (Nederländerna) | Göteborg Publik: 44 082 Domare: Leo Horn (Nederländerna) |
|    |             |         |         |          | Göteborg Publik: 44 082 Domare: Leo Horn (Nederländerna) | Göteborg Publik: 44 082 Domare: Leo Horn (Nederländerna) |
|    |             |         |         |          | Göteborg Publik: 44 082 Domare: Leo Horn (Nederländerna) | Göteborg Publik: 44 082 Domare: Leo Horn (Nederländerna) |

| NM | 21 juni 1959 | Danmark | 0 – 6   | Sverige | Københavns Idrætspark                                     |                                                           |
|    |              |         | (0 – 5) |         | Köpenhamn Publik: 50 009 Domare: Albert Alsteen (Belgien) | Köpenhamn Publik: 50 009 Domare: Albert Alsteen (Belgien) |
|    |              |         |         |         | Köpenhamn Publik: 50 009 Domare: Albert Alsteen (Belgien) | Köpenhamn Publik: 50 009 Domare: Albert Alsteen (Belgien) |
|    |              |         |         |         | Köpenhamn Publik: 50 009 Domare: Albert Alsteen (Belgien) | Köpenhamn Publik: 50 009 Domare: Albert Alsteen (Belgien) |

| TM | 28 juni 1959 | Ungern | 3 – 2   | Sverige | Nep Stadion                                                        |                                                                    |
|    |              |        | (2 – 0) |         | Budapest Publik: 72 000 Domare: Nikolaj Chlopotjin (Sovjetunionen) | Budapest Publik: 72 000 Domare: Nikolaj Chlopotjin (Sovjetunionen) |
|    |              |        |         |         | Budapest Publik: 72 000 Domare: Nikolaj Chlopotjin (Sovjetunionen) | Budapest Publik: 72 000 Domare: Nikolaj Chlopotjin (Sovjetunionen) |
|    |              |        |         |         | Budapest Publik: 72 000 Domare: Nikolaj Chlopotjin (Sovjetunionen) | Budapest Publik: 72 000 Domare: Nikolaj Chlopotjin (Sovjetunionen) |

| NM | 2 augusti 1959 | Sverige | 3 – 1   | Finland | Malmö Stadion                                                  |                                                                |
|    |                |         | (2 – 1) |         | Malmö Publik: 19 555 Domare: Carl Frederik Jörgensen (Danmark) | Malmö Publik: 19 555 Domare: Carl Frederik Jörgensen (Danmark) |
|    |                |         |         |         | Malmö Publik: 19 555 Domare: Carl Frederik Jörgensen (Danmark) | Malmö Publik: 19 555 Domare: Carl Frederik Jörgensen (Danmark) |
|    |                |         |         |         | Malmö Publik: 19 555 Domare: Carl Frederik Jörgensen (Danmark) | Malmö Publik: 19 555 Domare: Carl Frederik Jörgensen (Danmark) |

| NM | 18 oktober 1959 | Sverige | 6 – 2   | Norge | Nya Ullevi                                               |                                                          |
|    |                 |         | (3 – 0) |       | Göteborg Publik: 49 498 Domare: Aatos Martiila (Finland) | Göteborg Publik: 49 498 Domare: Aatos Martiila (Finland) |
|    |                 |         |         |       | Göteborg Publik: 49 498 Domare: Aatos Martiila (Finland) | Göteborg Publik: 49 498 Domare: Aatos Martiila (Finland) |
|    |                 |         |         |       | Göteborg Publik: 49 498 Domare: Aatos Martiila (Finland) | Göteborg Publik: 49 498 Domare: Aatos Martiila (Finland) |

| TM | 28 oktober 1959 | England | 2 – 3   | Sverige | Wembley Stadium                                                  |                                                                  |
|    |                 |         | (1 – 0) |         | London Publik: 80 000 Domare: Robert Holley Davidson (Skottland) | London Publik: 80 000 Domare: Robert Holley Davidson (Skottland) |
|    |                 |         |         |         | London Publik: 80 000 Domare: Robert Holley Davidson (Skottland) | London Publik: 80 000 Domare: Robert Holley Davidson (Skottland) |
|    |                 |         |         |         | London Publik: 80 000 Domare: Robert Holley Davidson (Skottland) | London Publik: 80 000 Domare: Robert Holley Davidson (Skottland) |

| TM | 1 november 1959 | Irland | 3 – 2   | Sverige | Dalymount Park                                         |                                                        |
|    |                 |        | (2 – 2) |         | Dublin Publik: 42 000 Domare: Arthur Holland (England) | Dublin Publik: 42 000 Domare: Arthur Holland (England) |
|    |                 |        |         |         | Dublin Publik: 42 000 Domare: Arthur Holland (England) | Dublin Publik: 42 000 Domare: Arthur Holland (England) |
|    |                 |        |         |         | Dublin Publik: 42 000 Domare: Arthur Holland (England) | Dublin Publik: 42 000 Domare: Arthur Holland (England) |